# Янівський концентраційний табір
49°51′15″ пн. ш. 23°59′24″ сх. д. / 49.85416667° пн. ш. 23.99° сх. д.
Янівський концентраційний табір (нім. Zwangsarbeitslager Lemberg-Janowska) — табір примусової праці (у деяких джерелах — винищувальний табір), створений нацистською владою у жовтні 1941 на вулиці Янівській (тепер — вулиця Шевченка) у Львові, куди зганяли політичних в'язнів, військовополонених, а найбільше — євреїв.
Табір було ліквідовано в листопаді 1943 року, а докази масових вбивств були значною мірою знищені в нацистській програмі Sonderaktion 1005. За підрахунками загальна кількість ув'язнених, які пройшли через табір , становила від 100 000 до 120 000, переважно польських та радянських євреїв.
Янівський табір був транзитним табором, звідки зазвичай депортували до Белжецького винищувального табору. За час існування Янівського концентраційного табору у ньому знищено від 35 000—40 000 людей.

## Створення табору
Ключову роль у створенні табору відіграв керівник СС дистрикту Люблін Оділо Глобочнік, який відрядив до Львова свого представника, аби підібрати місце для створення майбутнього концтабору. Йшлося про табір примусової праці. Таке місце виділив староста Львова Юрій Полянський на вулиці Янівській. Тут були складські приміщення єврейського промисловця Штайнгауза, і вона прилягала до залізничної станції Клепарів, тому була ідеальним місцем для створення табору. У липні 1941 року тут влаштували майстерні для ремонту військової техніки. Це була ланка у цілому конгломераті підприємств, що існували у системі СС, перші з яких виникли на території Німеччини та окупованої Польщі ще у 1939 році й існували переважно при таборах: Дахау, Заксенгаузен, Бухенвальд, Аушвіц та Майданек.
Чисельність робітників у перші місяці існування табору була від 300 до 500 осіб.
Переломним моментом в історії табору був початок жовтня 1941 року, керівник табору гауптштурмфюрер СС Фріц Гебауер (Fritz Gebauer) зібрав усіх і сказав, що з цього часу вони залишаються тут. За лічені години охоронці майстерень обнесли територію колючим дротом, спорудили по боках спостережні вишки з прожекторами і на цьому обірвались зовнішні контакти тих, хто там перебував. Частина ділянки була відокремлена як «Примусовий трудовий табір Лемберг-Яновська» (нім. Zwangsarbeitslager Lemberg-Janowska).
1 листопада 1941 року до воріт табору прикріпили вивіску, про те, що це табір примусової праці «Лемберґ», який підпорядковується СС та поліції дистрикту Галичина.
Також Ґебауер збільшив штат. Людей Дірлеванґера замінили «аскари». Зросла й чисельність персоналу СС, часто то були етнічні німці з Угорщини та Югославії. Найважливішим з усього цього підкріплення був згаданий заступник Ґебауера, обершарфюрер Ваффен-СС Ґустав Вілльгаус.
Створивши свій концтабір — Табір примусової праці Lemberg (Zwangsarbeitslager-Lemberg, ZAL-L), Вілльгаус також перебрав контроль над робочою силою DAW. Ґебауер залишався керівником DAW, доки під час великої ліквідаційної акції в листопаді 1943 року не було вбито більшість робітників.

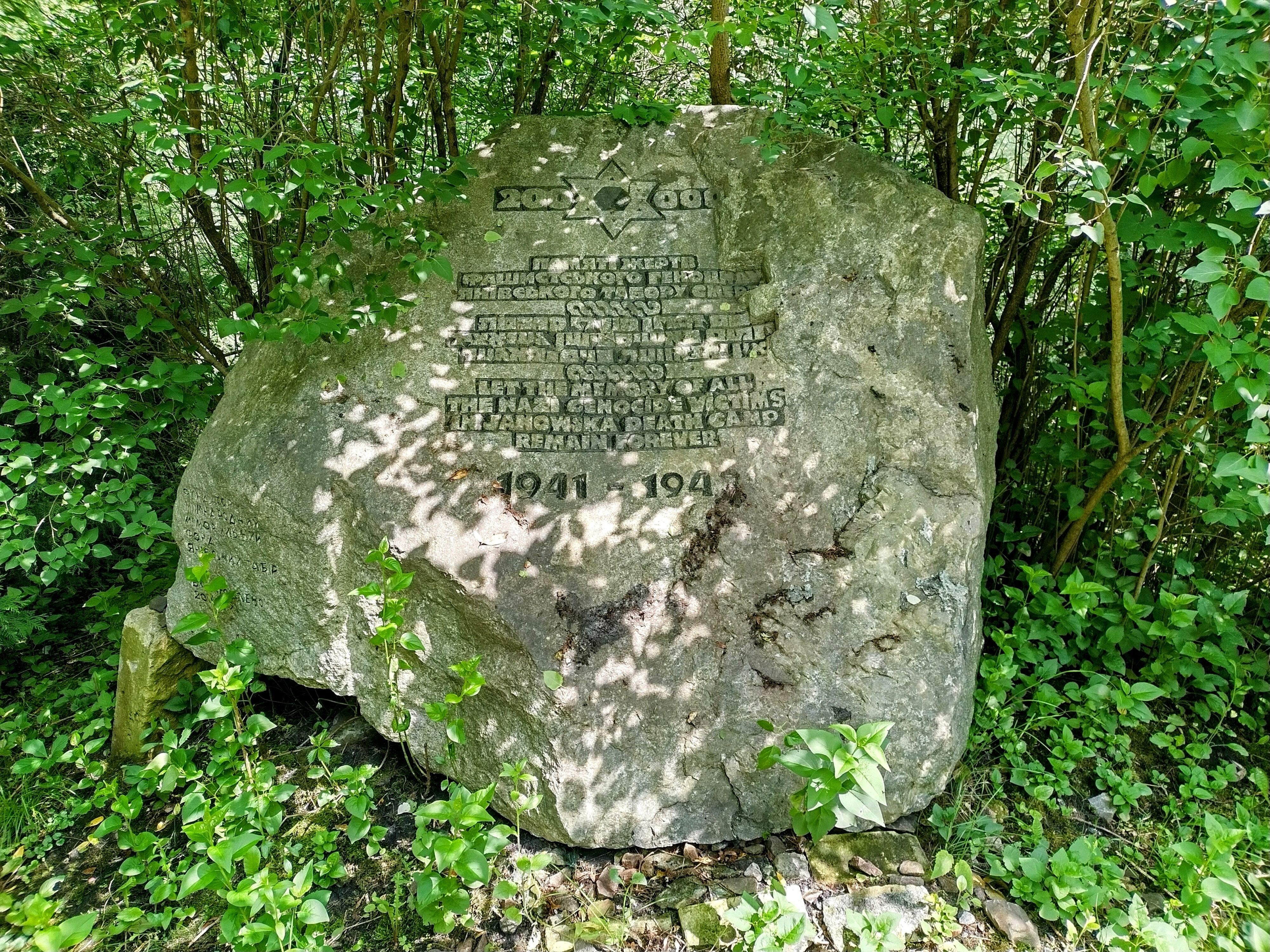
Пам'ятний знак жертв фашистського геноциду 1941-1943 р.р.

Спочатку чисельність підневільних робітників була, як на думку Ґебауера, відносно невеликою, але стрімко зростала. Спершу там працювало п'ятдесят-шістдесят підневільних робітників-євреїв, але до кінця 1941 року діяльність з налагодження рабської праці набула розмаху. Записи Єврейської ради свідчать, що в грудні 1941 року до табору було доправлено 554 робітників (9 з-за меж Львова).
Взимку 1941—1942 років табір пережив першу велику кризу — епідемію тифу, яка забрала життя близько 300 в'язнів. На початок березня 1942 року в таборі перебувало всього 200 осіб.
На початку травня 1942 згідно з наказом Вищого керівника СС і поліції дистрикту «Галичина» Фрідріха Кацмана (Friedrich Katzmann) Янівський табір був розширений на прилеглі території і розбудований на 10 тис. в'язнів.

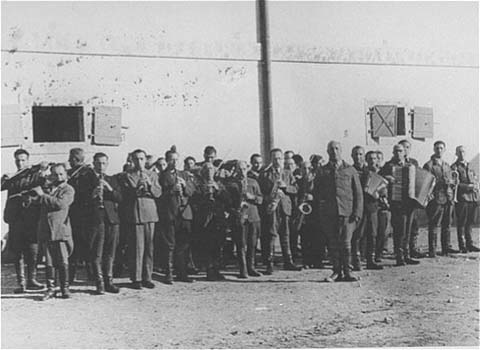
Табірний оркестр із в'язнів.

У березні 1943 табір досягнув своїх найбільших розмірів, у ньому утримувалися 15 тис. в'язнів. У цей час з'явилося також жіноче відділення на 400 осіб.

## Структура табору

План табору

Сам табір складався із двох частин — філії Німецької фабрики спорядження (Deutsche Ausrüstungswerke, DAW) і створеного згодом табору примусової праці Lemberg (Zwangsarbeitslager-Lemberg, ZAL-L).
Табір займав площу 3 тисяч квадратних метрів і його можна поділити на три зони. Він складався з 13 бараків (за іншими даними – 9), майстерень, складських приміщень, адміністративних будівель. Територія була обгороджена бетонною стіною, посипаною зверху шматками битого скла. Одна частина – це територія військових майстерень, де працювали в’язні. В центрі були адміністративні будівлі та вілла коменданта. За лінією колючого дроту розташовувались бараки, і це був власне сам табір. У 1943 році виник жіночий табір, на території якого була також лазня для керівництва, швейні майстерні та інші невеличкі цехи.
Поки не побудували бараки, ув'язнені спали просто неба.

## Умови життя
Після прибуття до табору в’язні проходили болісну та принизливу перевірку, під час якої вилучали усі речі, крім одягу. Після цього їх відправляли в бараки. В таборі діяв режим на виснаження та вимирання в’язнів. Раціон складався лише зі склянки Ersatz (замінник) ерзац-кави вранці, та миски баланди, в якому плавали нечищений гнилий буряк і картопля, і 150-200 грам хліба. Часом ця баланда була настільки огидною, що в’язні відмовлялись її їсти – попри голод. Були і випадки смерті після таких обідів. Якість хліба була жахливою – він був сирим і липким. Але в таборі будь-яка крихта була великою цінністю, адже голод був викликом для в’язнів. Через таку систему харчування в’язні часто не витримували і двох-трьох місяців у таборі. Особливо були голодними останні місяці 1942 і перша половина 1943 року, коли в’язні проживали не більше п’яти-шести тижнів. Весь табір обслуговувала одна невеличка кухня, біля якої завжди була велика черга.

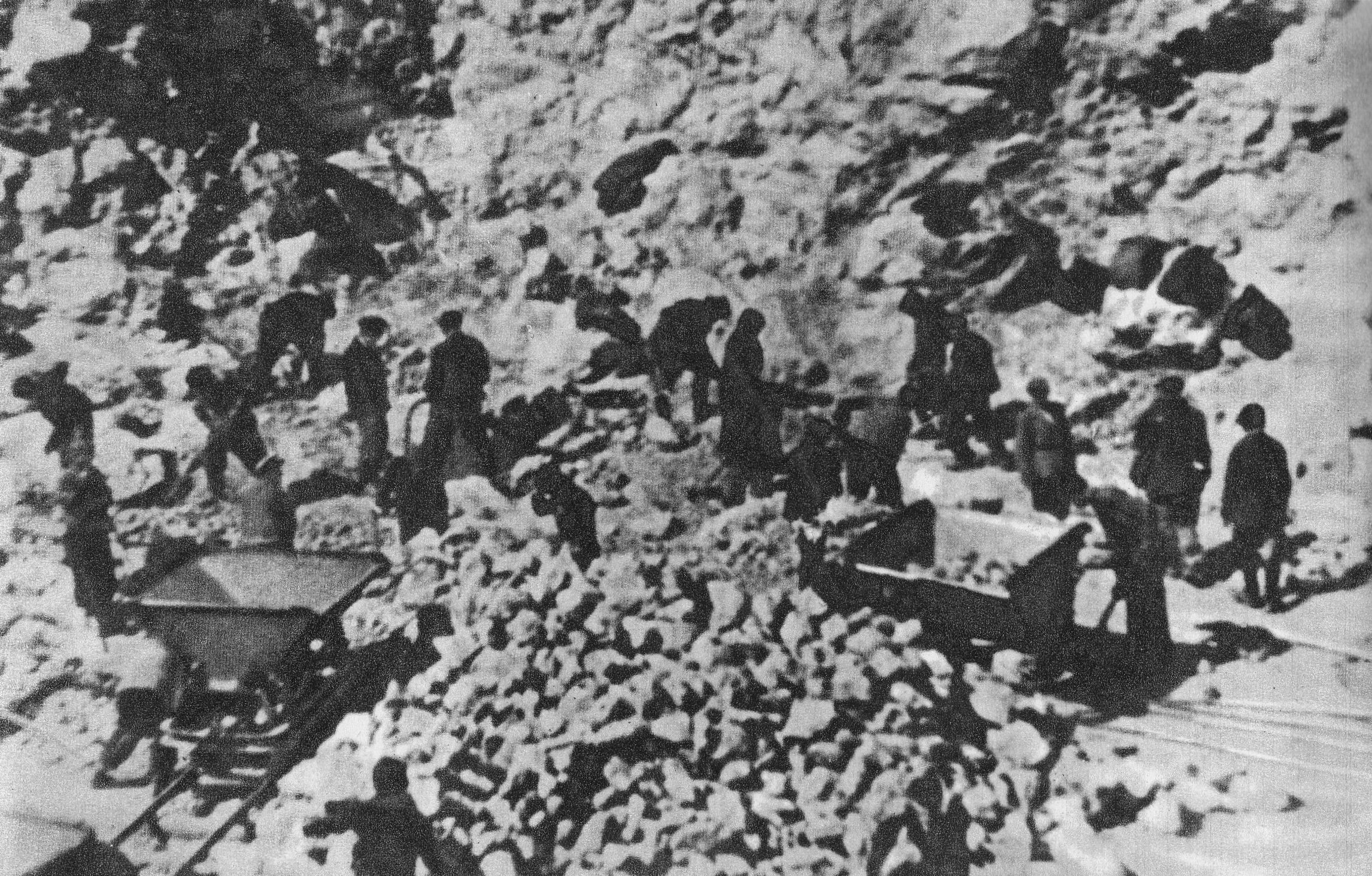
Примусова праця у таборі

У таборі були жахливі санітарно-гігієнічні умови та майже не було медичного догляду. Дерев’яні й нашвидкуруч зроблені бараки не опалювалися. Поширилася страшна завошивленість, розповсюджувались інфекційні хвороби. Мізерне харчування, тяжка 12-годинна праця 6 днів на тиждень і постійні "селекції" (відбір непрацездатних в’язнів для подальшого знищення) та брутальне знущання з боку коменданта і його наближених призводили до того, що в середньому життя в’язня концтабору тривало лише 2—3 місяці, якщо тільки він не належав до табірної адміністрації або не був важливим фахівцем. Працю в’язнів концтабору використовували на фірмах, військових підприємствах Львова, на залізниці, їх направляли в 15 інших таборів примусової праці для будівництва шосе IV з Перемишля до Львова і Тернополя.

## Персонал табору
Табором управляв комендант, якому підпорядковувалися 12—15 офіцерів СС та 60—80 рядових СС. Концтабір охоронявся батальйоном «Sonderdienst» із підготовлених СС-івцями охоронців «Хіві», також відомих як «травники».

### Коменданти
- Фріц Гебауер. У 1941—1944 начальник Deutsche Ausrüstungswerke (DAW) у Львові. Офіційно комендантом табору не числився.
- Ґустав Вілльгаус. Липень 1942—червень 1943. Він відзначився винятковою жорстокістю у ставленні до ув'язаних. За показами свідків, Ґустав Вілльгаус мешкав у будинку на території табору. З цього будинку він стріляв по ув'язнених які, на його думку, повільно рухались чи дозволяли собі відпочинок. 17 березня 1943 року, у помсту за вбивство німця, яке вчинив єврей, Вілльгаус застрелив 30 осіб. Інших 170 було вбито за його наказом.
- Фрідріх Варцок. З червня 1943 був відповідальний за транспортування в'язнів на захід.

## Ліквідація табору

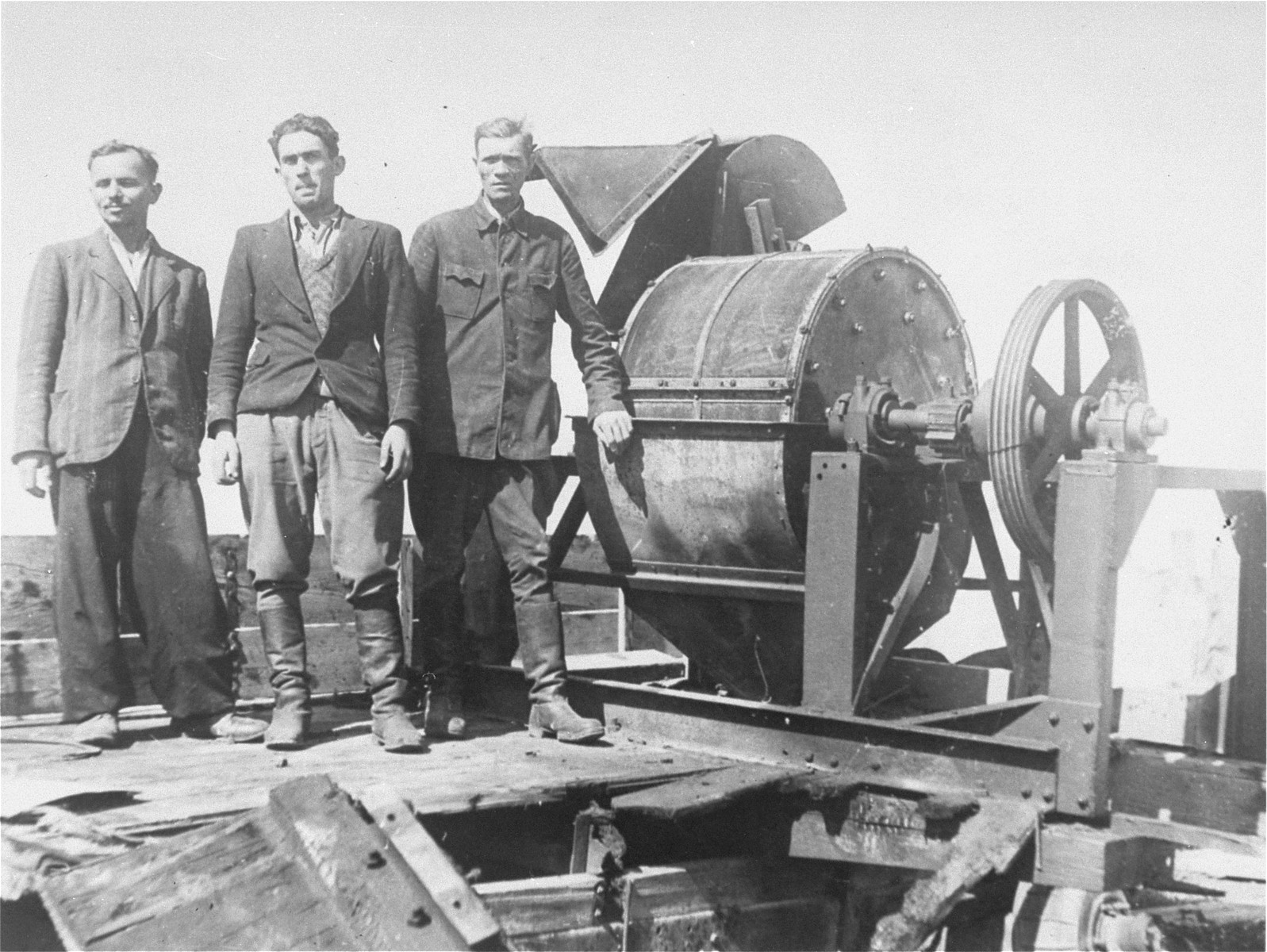
Єврейські в'язні та машина для перемелювання кісток у Янівському таборі (1943 рік. Див. Акція 1005)

Майже всіх примусових робітників, які належали до зовнішніх загонів концтабору, було розстріляно 25 жовтня 1943 року. Приховування слідів масових вбивств почалося 6 червня 1943 року силами утвореної з ув'язнених табору Sonderkommando 1005 в рамках операції 1005 (нім. Sonderaktion 1005), яку було залишено для проведення «земляних робіт». До 25 жовтня 1943 року вони займались ексгумацією тіл, їх спаленням і розсіюванням попелу, а кістки перемелювали спеціальною машиною. Всього спеціальною комісією з розслідування нацистських злочинів було виявлено 59 місць спалення на загальній території в 2 км. Загальне керівництво ліквідацією здійснював бригаденфюрер СС і генерал-майор поліції Теобальд Тир.
19 листопада 1943 року в'язні Sonderkommando 1005 зробили спробу втечі. В ході п'ятиденної операції, більшість втікачів розстріляли. 23 в'язням вдалось врятуватись. Ця спроба підняття повстання стала формальним приводом для ліквідації табору. Під час останньої акції в «Пісках» було розстріляно до 5 тис. євреїв, що вважається частиною операції «Урожай».
У квітні 1944 році, коли радянська авіація бомбила Львів, було знищено частину табору, і 15 євреям вдалося врятуватись.

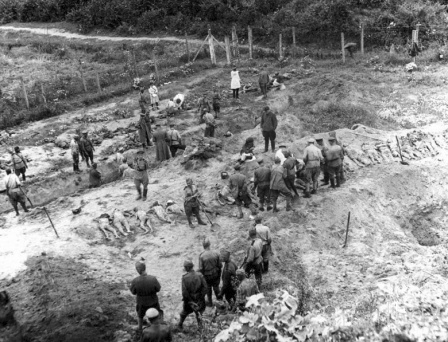
Ексгумація тіл радянською владою у 1944

19 липня 1944 р. Янівський табір був ліквідований СС у зв'язку із наступом радянських військ, ув'язнених переслали до таборів у Плашуві, Аушвіці та Гросс-Розені.
Після звільнення Львова у липні 1944 року, на цьому місці знаходився радянський виправно-трудовий табір, а нині — Личаківська виправна колонія № 30.

## Вісім тактів забутої музики
На 19-му Міжнародному кінофестивалі в Кракові сценариста документальної короткометражки «Вісім тактів забутої музики» (1982) — про оркестр із в'язнів Янівського концтабору — Ігоря Малишевського було відзначено призом «Бронзовий дракон» за найкращий кіносценарій. Однак, за свідченням лауреата, він свого приза так і не отримав, як і грошової винагороди — адже їх одразу забрав московський представник на фестивалі.

## Фільми
«Вісім тактів» в циклі «Речдок», між хвилинами 26 і 27 ще й документальна хроніка.